# Tachina agnita
Tachina agnita är en tvåvingeart som beskrevs av Johann Wilhelm Meigen 1838. Tachina agnita ingår i släktet Tachina och familjen parasitflugor.
Artens utbredningsområde är Belgien. Inga underarter finns listade i Catalogue of Life.